# Guy Brunton
Pour les articles homonymes, voir Brunton.
Guy Brunton (né en 1878 à Londres et mort le 17 octobre 1948 à White River) est un égyptologue britannique.

## Biographie
Il vit quelques années en Afrique du Sud où il épouse l'artiste peintre Winifred Newbery (28 avril 1906) qui va devenir en Égypte sa collaboratrice et illustrera ses publications.
Il suit à Londres en 1911 les cours de Flinders Petrie et de Margaret Murray et, de 1912 à 1914, avec Petrie, fouille Lahun où il découvre le trésor de la XIIe dynastie. Il travaille ensuite à Qau et Badari avec Gertrude Caton-Thompson (1919-1921) et explore de 1922 à 1925 l'ensemble de la nécropole de Badari y trouvant une céramique inconnue, ce qui établit le Badarien comme une nouvelle période prédynastique. Sur le site de Der Tasa, il découvre même une phase encore plus ancienne.
Il devient en 1931 conservateur adjoint au musée du Caire.

## Travaux
- Lahun I. The Treasure, 1920
- Qua and Badari, 3 vol., avec Flinders Petrie et A. H. Gardiner, 1927-1930
- Gurob, avec Reginald Engelbach, 1927
- The Badarian Civilisation and Predynastic remains near Badari, avec G. Caton-Thompson, 1928
- The Predynastic Town-site at Hierakonpolis, 1932
- Mostagedda and the Thasian Culture, avec G. M. Morant, 1937
- British Museum Expedition to Middle Egypt, 1929-1931, 1948